# Molophilus hypipame
Molophilus hypipame är en tvåvingeart som beskrevs av Günther Theischinger 1996. Molophilus hypipame ingår i släktet Molophilus och familjen småharkrankar. Inga underarter finns listade i Catalogue of Life.